# Anastasius III. (Papst)
Anastasius III. (* ? in Rom; † Juni, September oder November 913) war von April 911 bis Juni, Anfang September oder November 913 Papst.

## Leben
Anastasio, dessen Vater Lutianus hieß, wurde in Rom geboren und während des Pontifikats von Sergius III. zum Kardinaldiakon ernannt und auch dessen Nachfolger.
Zu den wenigen Informationen über sein Pontifikat gehören die Verleihung des Pallium an den Patriarchen Laurentius von Grado zwischen 912 und 913 und Ragemberto, Bischof von Vercelli am 10. Februar 912.
Bei der vermeintlich von ihm (oder von Johannes X.) erteilten Bulle „Convenit apostolico“, die inhaltlich die Bestätigung der Rechtshoheit des Erzbistums Hamburg „über die Bischöfe unter den Schweden, Dänen, Norwegern, Isländern, Skridefinnen, Grönländern und allen nordischen Nationen sowie unter den Slawen zwischen Peene und Eider“ enthält, verbunden mit der Erlaubnis an Hoger, Erzbischof von Hamburg, Mitra und Pallium an den üblichen Feiertagen zu tragen, handelt es sich möglicherweise um eine Fälschung aus dem 12. Jahrhundert.
Sein Pontifikat fällt in die Zeit der Herrschaft römischer Adliger über Rom und der Mätressenherrschaft (Pornokratie).

## Tod
Die Umstände seines Todes sind unklar, möglicherweise fiel er bei dem römischen Stadtpatriziat unter Vorherrschaft Theophylakt I. von Tusculum und seiner Frau Theodora I. von Tusculum in Ungnade und wurde in ihrem Auftrag ermordet.
Sein Leichnam wurde, wie es in der Grabinschrift heißt, im Petersdom, in der Vorhalle der alten Basilika beigesetzt. Das Grab wurde beim Neubau der Basilika im 16. und 17. Jahrhundert zerstört.